# Lamparina da Aurora
Lamparina da Aurora é um filme brasileiro de terror e drama experimental, escrito, dirigido e fotografado por Frederico Machado, cineasta maranhense conhecido por seus trabalhos autorais como O Exercício do Caos (2013) e O Signo das Tetas (2015).
Dedicado in memoriam ao poeta Nauro Machado (1935–2015), pai do diretor, o filme incorpora poemas dele como única forma de diálogo, narrados em voz off pelo próprio autor.
O longa-metragem foi feito sem o uso de recursos públicos e com um baixíssimo orçamento.

## Enredo
Com uma narrativa minimalista e atmosfera onírica, o longa acompanha um casal de idosos (interpretados por Buda Lira e Vera Leite) que vive isolado em um casarão rural, cuja rotina é interrompida por visitas perturbadoras de um homem mais jovem (Antônio Sabóia). A trama, quase sem diálogos, mistura realidade e pesadelo, explorando temas como solidão, envelhecimento e o sobrenatural através de imagens poeticamente construídas.
Diferentemente dos filmes anteriores de Machado, que priorizavam a experimentação radical de linguagem, Lamparina da Aurora busca maior conexão com o público sem abandonar sua estética visual distintiva. Com pouco mais de 70 minutos, o filme foi destacado pela crítica como uma experiência cinematográfica intensa e simbólica, rara no cenário do terror brasileiro contemporâneo.

## Produção e estilo
O projeto consolida a trajetória autoral de Frederico Machado, que também é fundador da distribuidora Lume Filmes. Sua abordagem combina referências religiosas, elementos sombrios no ambiente rural e uma fotografia que contrasta beleza e inquietação, criando um clima de tensão ambígua. As locações repetitivas — como refeições e o preparo para dormir — são subvertidas por sequências que borram os limites entre o cotidiano e o fantástico.
Estreado em novembro de 2017, o filme foi exibido em espaços como a Cinemateca Paulo Amorim e circulou por festivais de cinema alternativo, sendo elogiado por sua ousadia formal e economia narrativa.

## Premiações
O filme foi vencedor do troféu Barroco na 20ª edição da Mostra de Cinema de Tiradentes no dia 29 de janeiro de 2017, em Minas Gerais.